# Gyapot
A gyapot (Gossypium) a valódi kétszikűek közé tartozó mályvafélék (Malvaceae) valószínűleg legismertebb, kiemelkedő gazdasági jelentőségű nemzetsége. Haszonnövényként négy fajt hasznosítanak, legelterjedtebb a hegyvidéki gyapot (G. hirsutum) amely a világ gyapottermelésének 90%-át adja. A másik három az amerikai gyapot (G.barbadense) 8%-kal, valamint a levantei gyapot (G. herbaceum) és az indiai, vagy fatermetű gyapot (G. arboreum), amelyek együtt a termelés 2%-át adják.

## Elterjedése, élőhelye
Mintegy 39-40 faja a trópusokon, illetve a szubtrópusokon honos; közülük többet a Föld mintegy hetven országában ipari növényként termesztenek, mivel a gyapot magházát burkoló szőrzet a pamut alapanyaga. Leghíresebb, hagyományos termőterülete az Egyesült Államokban az úgynevezett Gyapotövezet (Cotton belt). Fő termőterületeit a pamut leírásánál ismertetjük.

## Megjelenése, felépítése
Egyéves vagy évelő lágyszárúak, cserjék vagy nagyritkán kisebb fák – az egyévesként termesztett gyapot a természetben évelő növény. Gyökerének kérge és a mag mérgező gosszipolt tartalmaz.
Levelei 3–5, néha 7 karéjúak. A virág bimbója felett három fogazott takarólevél gúlaként borul össze. A teljesen kifejlett bimbó olyan, összecsukódott virág, amit még félig a takarólevelek borítanak. A sziromlevelek virágzás közben fokozatosan elszíneződnek és elszáradva lehullanak. A megtermékenyülés után a termő növekedésnek indul, és tokterméssé alakul át. Eközben belseje 4–5 rekeszre oszlik; mindegyikben több maggal. A maghéj egyes sejtjei megnyúlnak, és ezekből alakulnak ki az ún. röptető szálak, a tulajdonképpeni gyapotszálak. A tok beérésének ideje a klímától függőn a keléstől számított száz nap körül van. A beérett tok felnyílik (ez az ún. kovadás): ez után szedik le a kibomlott, felbolyhosodott szálakkal borított magvakat.

## Felhasználása
- A gyapot magszálait, a pamutot a textilipar használja fel. Emellett a sajtolt magok értékes étkezési és ipari olajat szolgáltatnak, a fehérjedús, csak kevés gosszipolt tartalmazó maradékot pedig takarmányként hasznosítják. A szálak 0,2–0,7%-nyi viasztartalmát az élelmiszer-, illetve a gépiparban használják fel. Melegebb éghajlaton néhány faját, mint például a fatermetű gyapotot dísznövénynek ültetik.
- Magjából étkezési olajat, gyapotmagolajat nyernek, sajtolással. Olcsó alternatívája a napraforgó olajnak. A gyapotmagolaj a margaringyártásban kap jelentős szerepet, olcsósága és kedvező tulajdonságai miatt. Az édesipar hidrogénezett gyapotmagolajat használ egyes termékeihez, és kiváló a csokoládé hígításához.